# 耶龙·迪贝尔丹
耶龙·迪贝尔丹（荷蘭語：Jeroen Dubbeldam，1973年4月15日—），荷兰男子马术运动员。他曾代表荷兰参加2000年和2016年夏季奥林匹克运动会马术比赛，其中2000年奥运会获得一枚金牌。